# توبياس لوريتسين
توبياس لوريتسين (مواليد 20 أغسطس 1997) هو لاعب كرة قدم نرويجي يلعب في مركز المهاجم في نادي سبارتا روتردام.

## وصلات خارجية
- توبياس لوريتسين على موقع اتحاد النرويج (النرويجية)
- توبياس لوريتسين على موقع قاعدة بيانات كرة القدم.إي يو (الإنجليزية)